# Carl Pirath
Carl Pirath (* 10. Mai 1884 in Hellenthal in der Eifel; † 23. Januar 1955 in Stuttgart) war ein deutscher Bauingenieur, Verkehrswissenschaftler und Hochschullehrer. Ab 1926 lehrte er als Ordinarius für Eisenbahn- und Verkehrswesen an der Technischen Hochschule Stuttgart, zu seinen wissenschaftlichen Schwerpunkten zählen der Luftverkehr und die Verkehrswirtschaft.

## Werdegang
Carl Pirath studierte von 1902 bis 1907 Bauingenieurwesen an der Technischen Hochschule Hannover, wo er Mitglied des Corps Ostfalia wurde, und an der Technischen Hochschule Danzig. Nach seinem Abschluss wurde er von den Preußischen Staatsbahnen übernommen und bei den Eisenbahndirektionen Köln, Breslau und Münster eingesetzt. Ab 1919 arbeitete er im Reichsverkehrsministerium. 1921 wurde er an der Technischen Hochschule Hannover zum Dr.-Ing. promoviert, der Titel seiner Dissertation lautete „Anteil der Arbeitsleistung des Menschen an den Leistungen der Verkehrsmittel“. 1923 wurde er zum Vorstand des Eisenbahnbetriebsamts Hannover bestellt.
Die Technische Hochschule Stuttgart berief Pirath 1926 als Ordinarius für Eisenbahn- und Verkehrswesen. Als junger Ordinarius griff er zu einer Zeit, als auf dem Verkehrsgebiet nur die Eisenbahn und die Wasserstraßen im Blickfeld waren, das Gesamtproblem der Verkehrswirtschaft auf. Er sah, dass die Dynamik im Verkehrswesen, hervorgerufen durch die Motorisierung des Straßenverkehrs, die Entwicklung des Luftverkehrs und die Anlage von Leitungen aller Art neue Verkehrsformen verlangte. Pirath behandelte dabei nicht, wie seinerzeit üblich, einen Verkehrsträger nach dem anderen für sich allein, sondern entwickelte eine vergleichende Betrachtung aller Verkehrsmittel.
1929 gründete er das Verkehrswissenschaftliche Institut für Luftfahrt an der Technischen Hochschule Stuttgart, dessen Direktor er bis 1945 und wieder von 1950 bis 1955 war. Seit 1936 (bis mindestens 1942) leitete Pirath die Hochschularbeitsgemeinschaft für Raumforschung an der TH Stuttgart.
Pirath starb am 23. Januar 1955 an den Folgen eines Verkehrsunfalls. Er war der Sohn des Landwirt und Fabrikanten Johann Peter Pirath (1817–1893) und seiner Ehefrau Emma, geb. Axmacher (1844–1925), und war verheiratet mit Hedwig Wüstenfeld, mit der er drei Söhne und eine Tochter hat.
Nach ihm ist der 1983 erstmals ausgelobte Carl-Pirath-Preis der Deutschen Verkehrswissenschaftlichen Gesellschaft für herausragende deutschsprachige Arbeiten des wissenschaftlichen Nachwuchses sowie das Carl-Pirath-Forschungsstipendium des Verkehrswissenschaftlichen Instituts an der Universität Stuttgart e. V. benannt.

## Schriften
Mit dem Namen Carl Pirath sind – neben dem 1934 erschienenen Buch Grundlagen der Verkehrswirtschaft – insbesondere 14 Forschungshefte des (heutigen) Verkehrswissenschaftlichen Instituts Stuttgart verbunden. Diese befassen sich insbesondere mit dem Bereich des Luftverkehrs, u. a. mit
- Ermittlung der voraussichtlichen Stärke der Verkehrsströme im Weltluftverkehr (1929),
- Vorschlägen für die Gestaltung des Weltluftverkehrsnetzes nach betriebstechnischen und wirtschaftlichen Gesichtspunkten (1930),
- Flughäfen und deren Ausgestaltung, Raumlage und Betriebsführung.